# Сан Паоло
Сан Па̀оло (на италиански: San Paolo, до 1963 г. Pedergnaga Oriano, Педерняга Ориано) е малко градче и община в Северна Италия, провинция Бреша, регион Ломбардия. Разположено е на 72 m надморска височина. Населението на общината е 4582 души (към 2013 г.).